# Fritz Wolff (Maler)
Fritz Wolff (* 22. Januar 1831 in Elberfeld (heute Stadtteil von Wuppertal); † 6. Juli 1895 ebenda; vollständiger Name: Friedrich Wilhelm Wolff) war ein deutscher Lehrer und Maler.
Fritz Wolff war ein sowohl in seiner Heimatstadt Elberfeld als auch überregional anerkannter Zeichenlehrer, der zum einen Bekanntheit erlangte mit feinmalerisch ausgeführten Landschaftsdarstellungen im Stil der auf sorgfältigen Detailstudien vor der Natur beruhenden spätromantischen Auffassung in der Tradition der Düsseldorfer Landschaftsmalerei, zum anderen mit Bildnissen von Persönlichkeiten seiner Zeit und seines Lebensumfeldes.

## Leben

### Kindheit
Fritz Wolff wurde am Samstag, dem 22. Januar 1831 als Sohn des Seidenwebers Johann Peter Wolff und dessen Ehefrau Wilhelmina Eck in Elberfeld (heute Wuppertal-Elberfeld) geboren. Zeugen waren der 27-jährige Anstreicher Ludwig Kreutzmann und der ebenfalls 27-jährige Schneider Wilhelm Dettmann, die zusammen mit dem Beigeordneten der Gemeinde Elberfeld, Peter Boeddinghaus den Geburtseintrag im Standesamtsregister Nr. 84/1831 unterzeichneten.

### Ausbildung ab 1847
Mit finanzieller Unterstützung eines namentlich nicht bekannten, wohlhabenden Elberfelder Kunstfreundes studierte Fritz Wolff in der Zeit von 1847 bis 1851 an der Düsseldorfer Kunstakademie Historienmalerei bei Carl Ferdinand Sohn und Theodor Hildebrandt. Daneben besuchte er die Bauklasse von Rudolf Wiegmann. Auf Grund seiner Leistungen erwarb er ein Stipendium, welches ihm von 1854 bis 1855 eine Studienreise nach Italien ermöglichte. In Rom unterhielt er Kontakte unter anderem zu Anselm Feuerbach und Hans von Marées. Fritz Wolff zählt zu den Initiatoren des am 6. August 1848 in Düsseldorf gegründeten Künstlervereins Malkasten, dem er bis 1864 angehörte.

### Beruflicher und künstlerischer Werdegang ab 1864
Ab 1864 war Fritz Wolff an verschiedenen Schulen in Elberfeld als Lehrer tätig, bis er 1870 eine Anstellung als Zeichenlehrer an der gewerblichen Zeichenschule seiner Heimatstadt erhielt, die er über einen sehr langen Zeitraum ausübte. Er widmete sich in dieser Zeit überwiegend seinen pädagogischen Aufgaben und erteilte nebenbei privaten Zeichenunterricht für das Elberfelder Großbürgertum. Darüber hinaus trat Wolff vor allem mit Landschaftsdarstellungen und als Bildnismaler hervor. Neben zahlreichen Persönlichkeiten seines Umfeldes porträtierte er z. B. den Kölner Dombaumeister Mohr.

### Familie
Fritz Wolff war verheiratet mit Johanne Saltzmann und hatte mindestens einen Sohn Fritz, der zum Zeitpunkt des Todes seines Vaters Gerichts-Referendar war. Die Familie lebte in Elberfeld in der Bleichstraße. Der im Sterberegister Nr. 1335/1895 als Kunstmaler und Zeichenlehrer bezeichnete Fritz Wolff verstarb vor seiner Ehefrau  am 6. Juli 1895 in seiner Wohnung in Elberfeld.

## Werke
Wenige Werke Fritz Wolffs befinden sich im Von der Heydt-Museum Wuppertal, die von ihm angefertigten Porträts wohl auch noch im Besitz der Familien, einige Werke gelangten auf Auktionen in Privatbesitz. Bekannt sind folgende Werke:
- Pferde unter Bäumen, im Privatbesitz
- Rheinlandschaft mit Apollinariskirche bei Remagen, 1869, Öl auf Leinwand, 72 × 93 cm
- Selbstbildnis, undatiert, Leinwand auf Pappe, 27 × 22 cm
- Porträt: Franz Wicküler (Gründer der 1845 gegründeten Wicküler-Brauerei)
- Porträt: Frau Franz Wicküler, geb. Wilhelmine Hildebrandt
- Porträt: Frau Karl Schmitz
- Porträt: Carl Schmitz
- Porträt: Frau Carl Schmitz
- Porträt: Grethe Schmitz
- Porträts der vier Gebrüder Steinhaus (Wuppertaler Sängerquartett)
- Porträt: Der Maler Heinrich von Dörnberg, 1851
- Porträt: Bildnis der Frau Luise Sankelmann, 1880